# Zlodowacenie południowopolskie

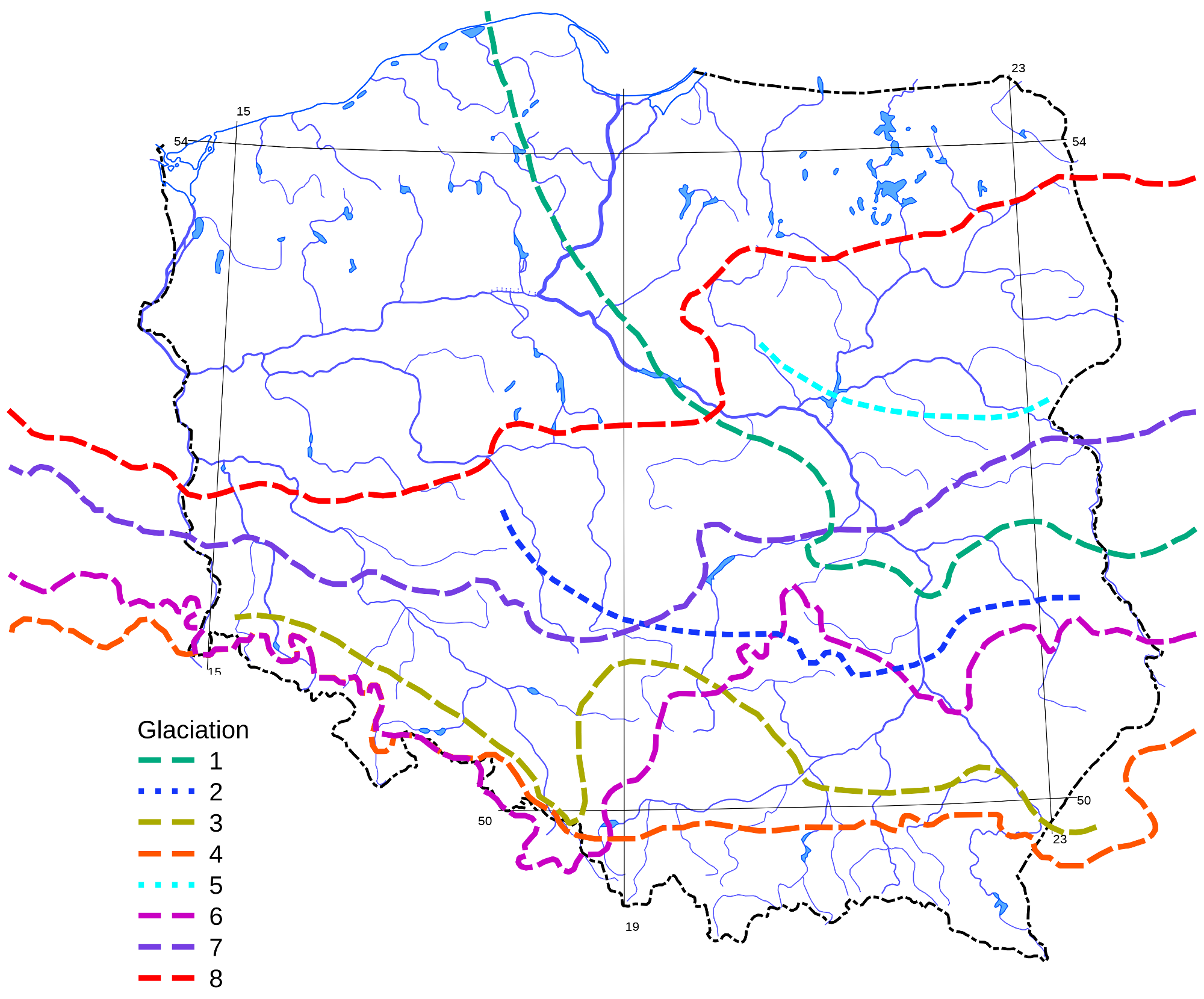
Maksymalny zasięg zlodowaceń w Polsce.

Zlodowacenie południowopolskie (zlodowacenia południowopolskie, zlodowacenie krakowskie, zlodowacenie Sanu, w systemie alpejskim – Mindel, a Ameryce Północnej - Illinois) – największe ze zlodowaceń na terenie Polski w plejstocenie (objęło ok. 90% powierzchni kraju). Jego trwanie jest określane na 730–430 tys. lat temu. Poprzedza je interglacjał przasnyski (podlaski), a po nim nastąpił interglacjał mazowiecki (wielki). Obszar zlodowacenia krakowskiego pozbawiony jest wszelkich form glacjalnych, przeważa tu rzeźba strukturalna i erozyjna. Osady tego zlodowacenia zachowały się przede wszystkim w środkowej i północnej Polsce, pod utworami młodszych ogniw czwartorzędu. Częściowo też jednak (zwłaszcza na południu kraju) zostały one zniszczone w wyniku późniejszej denudacji. Te osady to przede wszystkim piaski i żwiry fluwioglacjalne, a także iły warwowe. W trakcie tych zlodowaceń obszar Jury Krakowsko-Częstochowskiej był prawdopodobnie wolny od lodu, gdyż nie znaleziono na tym obszarze osadów genezy glacjalnej, a rzeźba (skałki jurajskie) nie nosi śladów egzaracji (erozji lodowcowej).
Zlodowacenie to składało się z trzech mniejszych zlodowaceń, oddzielonych interstadiałami:
- zlodowacenie Nidy – objęło swym zasięgiem nie tylko środkową Polskę, ale posuwając się wzdłuż zboczy Sudetów, dotarło aż do Bramy Morawskiej, oddzielając je od Karpat. Lądolód oparł się o północne partie Gór Świętokrzyskich, Wzniesienia Łódzkie i Wyżynę Lubelską. Z okresem zlodowacenia Nidy związana jest akumulacja najstarszych w Polsce lessów podmorenowych oraz mułów i iłów warwowych, a także najstarszy poziom gliny zwałowej, zachowany w zachodniej i północnej części Gór Świętokrzyskich, w rejonie rowu Kleszczowa oraz w głębokich dolinach na Wyżynie Lubelskiej.
- interstadiał małopolski (kozi wierch) – jego śladami są osady rzeczne, jeziorne i bagienne ze szczątkami fauny i flory. Zachowały się one jednak w niewielu miejscach (m.in. Kozi Grzbiet k. Kielc, Domuraty, Przasnysz).
- zlodowacenie Sanu I – lądolód skandynawski objął praktycznie całe terytorium Polski, z wyjątkiem Sudetów i Karpat. Wsparł się on o Góry Izerskie, Kaczawskie, Kamienne, Wałbrzyskie, Sowie, Bardzkie, Złote i Opawskie, a także wkroczył w Kotlinę Turoszowską, Jeleniogórską i Kłodzką oraz Bramę Morawską po Ostrawę. Zlodowacenie wkroczyło w Sudety Przełęczą Srebrną, bardzkim przełomem Nysy Kłodzkiej i Przełęczą Kłodzką. Pokryło także całkowicie Pogórze Śląskie i Przemyskie oraz częściowo Pogórza Karpackie (Wielickie, Ciężkowickie, Dynowskie), przebiegając linią Ostrawa - Cieszyn – Bielsko-Biała – Kęty – Andrychów – Wadowice – Czchów – Strzyżów – Przemyśl. W swej brzeżnej części ladolód opływał niektóre kulminacje morfologiczne (główne pasma Gór Świętokrzyskich, Wyżynę Krakowsko-Częstochowską, Sobótkę), sprzyjając powstawaniu mniej lub bardziej rozległych nunataków. Ze zlodowaceniem tym wiązała się akumulacja kolejnego poziomu lessów podmorenowych (region świętokrzyski, ok. Hrubieszowa) oraz poziomy gliny zwałowej o grubości od 5 do 30 m.
- interstadiał ferdynandowski – lądolód całkowicie ustąpił z obszaru Polski. Nastąpiło niszczenie i erozja starszych osadów lodowcowych wraz z jednoczesnym osadzaniem piasków, żwirów i bruków rezydualnych, a w jeziorach mułków, ziemi okrzemkowej, kredy jeziornej i torfów. Powstały osady organogeniczne leżące na glinach zwałowych (Falęcice, Łuków, Popioły).
- zlodowacenie Sanu II – w czasie tego zlodowacenia lądolód skandynawski, po okrążeniu Gór Świętokrzyskich i pokryciu Wyżyny Lubelskiej, wkroczył do Kotliny Sandomierskiej i ponownie dotarł do północno-wschodnich zboczy Sudetów. Podobnie jak w przypadku poprzedniego zlodowacenia, najwyższe pasma Gór Świętokrzyskich i niektóre obniżenia międzypasmowe były nunatakami. Do osadów powstałych w tym czasie należą gliny zwałowe, a także piaski i żwiry wodnolodowcowe, o łącznej miąższości dochodzącej do kilkunastu metrów. Doliny rzek spływających z Karpat zostały wówczas zasypane do wysokości sięgającej 90 m powyżej poziomu ich koryt współczesnych.